# SN 2007qk
SN 2007qk – supernowa typu Ia odkryta 31 października 2007 roku w galaktyce A210314+0027. W momencie odkrycia miała maksymalną jasność 22,20m.